# جوزيف كيروين
جوزيف كيروين (بالإنجليزية: Joseph P. Kerwin)‏ (و. 1932 – م) هو ضابط، وطبيب، ورائد فضاء، وطيار من الولايات المتحدة الأمريكية . ولد في أوك بارك .

## ريادة الفضاء
شارك في المهمات الفضائية:
- سكايلاب 2.

## التعليم
تعلم في جامعة نورث وسترن في

## الخدمة العسكرية
خدم في بحرية الولايات المتحدة.

## روابط خارجية
- جوزيف كيروين على موقع IMDb (الإنجليزية)
- جوزيف كيروين على موقع الموسوعة البريطانية (الإنجليزية)